# Droga wojewódzka 931
Die Droga wojewódzka 931 (DW 931) ist eine 17 Kilometer lange Droga wojewódzka (Woiwodschaftsstraße) in der polnischen Woiwodschaft Schlesien, die Bieruń mit Pszczyna verbindet. Die Strecke liegt im Powiat Bieruńsko-Lędziński und im Powiat Pszczyński.

## Streckenverlauf
Woiwodschaft Schlesien, Powiat Bieruńsko-Lędziński
-  Bieruń (Berun) (DK 44, DW 934)
- Bojszowy (Boischow)
- Międzyrzecze (Mezerzitz)

Woiwodschaft Schlesien, Powiat Pszczyński
- Jankowice (Jankowitz)
-  Pszczyna (Pless/Pleß) (DK 1, DW 933, DW 935, DW 939)